# Aristostomias tittmanni
Aristostomias tittmanni — вид голкоротоподібних риб родини Стомієві (Stomiidae).

## Опис
Тіло сягає 21,5 см завдовжки.

## Поширення
Морський, батипелагічний вид, що зустрічається по всій Атлантиці на глибині 15-2000 м.